# Капуцини

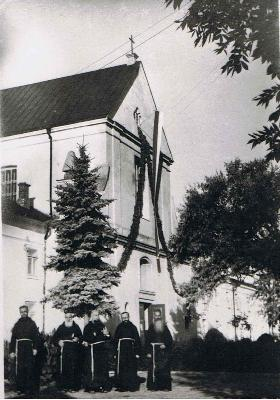
Капуцини в місті Острог. Фото 1939 року

Орден Братів Менших Капуцинів (лат. Ordo Fratrum Minorum Capucinorum, OFMCap; коротко — капуцини) — римо-католицький чернечий орден, заснований у 1525 році міноритом Маттео Бассі в Урбіно, затверджений у 1528 році папою Климентом VII і в 1529 році отримав надзвичайно суворий статут. Капуцинів реформували францисканці, й назвали їх так (первісно глузливо), за те, що вони почали носити загострені каптури (італ. cappucio) на честь і взір Святого Франциска.
Через осуд францисканців вони зазнали сильних утисків у 1542 році (коли генеральний вікарій ордену Окіно перейшов у протестантизм), але капуцини вижили, й стали важливою силою протягом Контрреформації. У 1619 році їх визнано однією з трьох незалежних гілок францисканського ордену. З часу заснування капуцини відзначаються своїми доброчинними справами й аскетизмом. Бідність у капуцинів часто поєднувалася з браком освіти. Найпаче відомі їхні блазнівські народні проповіді (капуцинади; див. «Валенштейнів табір» Шилера).
Одяг капуцинів складається з габіту коричневого кольору, з пришитою до нього відлогою; мотузяного поясу з вузлом, що символізує непорушність чернечих обітниць; сандалів на босоніж.

## Сучасні капуцини
Як і решта чернечих орденів, капуцини сильно постраждали від секуляризації та революцій кінця XVIII — початку XIX століть. Попри це, орден вистояв, і до кінця XIX століття число його членів збільшилося.
У Сполучених Штатах Америки існує кілька митрополій капуцинського ордену.
В Україні та Саратовській області Російської Федерації діє їхня віцепровінція.

## Церкви
- Церква Капуцинів (Відень)
- Костел Святої Діви Марії Ангельської (Вінниця)